# La Griffe du Sud
La Griffe du Sud est un roman policier américain de Patricia Cornwell publié en 1998. Le titre original est Southern Cross.